# 1I/Оумуамуа
1I/ʻOumuamua (на български: Оумуамуа) е междузвезден обект, преминал еднократно през Слънчевата система. Идва от междузвездното пространство, като се движи по отворена хиперболична орбита и никога повече няма да се завърне. Открит е на 19 октомври 2017 от телескопа PAN-STARRS, 40 дни след преминаването му през перихелий покрай Слънцето. Първоначално е смятан за комета и получава името C/2017 U1 (PAN-STARRS), а по-късно е прекатегоризиран като астероид с име A/2017 U1. Като последно е определен като хиперболичен астероид с междузвезден произход. След 34-дневно наблюдение е установено, че обектът има ексцентрицитет 1,2. Това е най-високият ексцентрицитет (до откриването на 2I/Борисов с ексцентрицет е = 3,35), наблюдаван за обект в Слънчевата система дотогава. При е > 1 тялото се движи по хиперболична орбита и напуска Слънчевата система. От друга страна, голямата му скорост на приближаване (26 km/s спрямо Слънцето) също потвърждава предположението, че Оумуамуа не е свързан гравитационно със Слънцето и има междузвезден произход. Затова от Международния астрономически съюз получава ново име – 1I/ʻOumuamua (1-първи, I – междузвезден (interstellar)), като съставната дума Оумуамуа на хавайски език означава „посланик отдалеч, дошъл първи“.

## Траектория
Все още не е известно колко време Оумуамуа се е намирал в междузвездното пространство. Нашата Слънчева система е вероятно първата звездна система, през която обектът преминава, след като е напуснал родната си звезда, което може да се е случило преди милиард години.
Съдейки по траекторията на приближаване, Оумуамуа най-вероятно идва от Вега, съзвездие Лира и след перихелий около Слънцето се насочва към съзвездието Пегас. Преди 100 години астероидът се е намирал на 561 ± 0,6 AU (84 милиарда km) от Слънцето, движейки се със скорост 26 km/s към него. Преминава само на 0,255 AU около нашата звезда, като в перихелия скоростта му се увеличава до 87,7 km/s. Отдалечавайки се, скоростта му намалява и при откриването му (19 октомври 2017, само на 0,16 AU от Земята) тя е била 46 km/s и продължава да спада до скоростта си от 26 km/s. Обектът се отдалечава под ъгъл 66 градуса от първоначалната си траектория на подход към Слънцето. Отдалечавайки се, през май 2018 г. пресича орбитата на Юпитер, през януари 2019 г. – орбитата на Сатурн, а през 2022 г. – и тази на Нептун, продължавайки към Облака на Оорт.След около 23 000 години Оумуамуа ще напусне завинаги Слънчевата система, движейки се в посока на съзвездието Пегас. (Времето е получено от представата, че най-крайният обект на Слънчевата система – Облакът на Оорт се разпростира до 2 светлинни години = 130000 AU, а скоростта на отдалечаване на Оумуамуа от Слънцето е 26,3 km/s).

## Форма и параметри
Изхождайки от предположението, че астероидът е от камък с албедо 10%, се стига до заключението, че е с размер 160 – 180 m.Съдейки по големите колебания на отблясъците, се предполага, че това е силно издължен обект със съотношение 5:1 между дължината и широчината, което е сравнимо с най-издължените обекти от Слънчевата система. Други изследвания, проведени със Северния оптичен телескоп (Nordic Optical Telescope (NOT))
водят до размери 230×35×35 m и съотношение на осите 6:1. Спектралният анализ показва еднороден червеникав цвят на повърхността, сходен с обекти от Пояса на Кайпер. Периодът на въртене е 7,3 до 8,10 часа, като тялото ротира около трите си оси. Също така се предполага, че скалният състав е богат на метали, а повърхността съдържа органични вещества толини, синтезирани от ултравиолетови и космически лъчи.